# 弘前市立高杉小学校
弘前市立高杉小学校（ひろさきしりつ たかすぎしょうがっこう）は、青森県弘前市大字高杉字神原にある公立小学校。
地元では高小と呼ばれている。

## 沿革
- 1876年（明治9年）11月 - 高杉村の民家を借家し、高杉小学として発足。
- 1873年（明治16年）6月16日 - 独狐小学・蒔苗小学と合併、独狐村に校舎を置き、強行小学と改称。
- 1877年（明治20年）6月1日 - 強行尋常小学校と改称。
- 1897年（明治30年）1月10日 - 強行尋常小学校は、強行尋常小学校と高杉尋常小学校に分離。
- 1924年（大正13年）6月25日 - 高杉尋常小学校を合併し、強行尋常小学校となる。
- 1926年（大正15年）6月16日 - 高杉尋常小学校を再分離。
- 1941年（昭和16年）4月1日 - 国民学校令により強行尋常小学校が強行国民学校に、高杉尋常小学校が高杉国民学校にそれぞれ改称。
- 1947年（昭和22年）4月1日 - 学校教育法（旧法）施行により、強行国民学校が高杉村立独狐小学校に、高杉国民学校が高杉村立高杉小学校にそれぞれ改称。
- 1955年（昭和30年）3月1日 - 高杉村が弘前市に合併されたため、弘前市立独狐小学校・弘前市立高杉小学校とそれぞれ改称。
- 1963年（昭和38年）4月1日 - 独狐・高杉の両小学校が再統合し、弘前市立高杉小学校と称する。
- 1966年（昭和41年）
  - 3月 - 新築の統合校舎へ移転。
  - 12月1日 - 新校舎落成記念式典挙行。同日、校歌・校章制定。
- 1972年（昭和47年）7月 - 学校プール竣工。
- 1973年（昭和48年）9月 - 創立10周年記念式挙行。
- 1975年（昭和50年）4月 - 特殊学級「杉の子学級」開設。
- 2013年（平成25年）12月10日 - 校舎増改築[2]。
- 2014年（平成26年）3月14日 - 屋内運動場増改築。
- 2015年（平成27年）
  - 日付不明 - 新校舎完成。
  - 7月 - 新校舎完成記念式典挙行。
- 2017年（平成29年）7月 - 校内無線LAN導入[3]。

## 学区
独狐、前坂、高杉、糠坪

## 交通アクセス
- 弘南バス「鰺ヶ沢線（天長園経由）」・「糠坪・楢の木・貝沢線」で、「前坂」停留所下車後、学校正門まで、
  - 弘前駅（中央口）前行・弘前駅前経由聖愛高校行（聖愛高校行は高校登校日の朝1本のみ運行）のりばから、徒歩約220m・約4分。
  - 天長園・鰺ヶ沢行、農村環境改善センター前行のりばから、徒歩約240m・約4分。
- JR東日本・弘南鉄道弘前駅から、
  - 車で約8.8km・約18分。
  - 上述の弘南バスに乗車し28分（朝の農村環境改善センター前行のみ26分）、「前坂」停留所下車後、徒歩。
- 弘前市役所
  - 本庁舎から、車で約7.6km・約16分。
  - 高杉出張所から、徒歩約325m・約5分。